# Meritites I.
| U6 · r | t · t · f | s |

| U6 · r | t · t · f | s |

Meritites I. byla staroegyptská královna ze 4. dynastie. Její jméno znamená „Milovaná svým otcem“. Byla pohřbena v jedné z malých pyramid u Chufuovy pyramidy v Gíze (v pyramidě G 1b). 
Meritites byla dcera krále Snoferu. Vzala si svého bratra Chufua. S ním zplodila korunního prince Kawaba a možná faraona Radžedefa, královnu Hetepheres II., faraona Rachefa a Meritites II.

## Pyramida

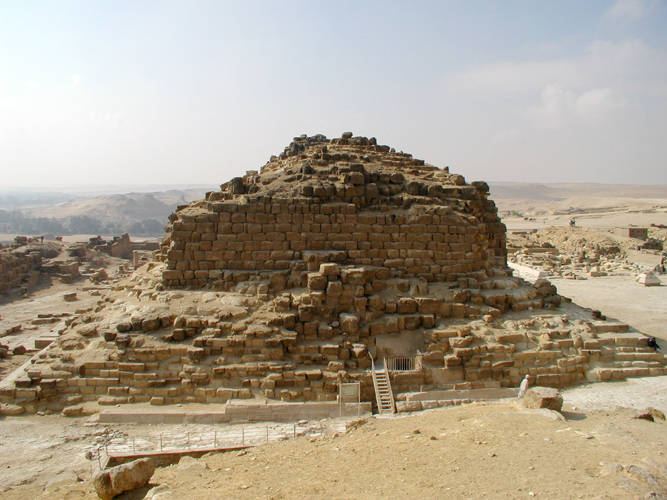
Pyramida G1-b

Za její hrobku je považována jedna ze tří pyramid na východ od Chufuovy pyramidy pojmenovaná G1-b. Pyramidy královen byly často stavěny na jih od pyramidy krále. V tomto případě jsou na východ, což ale může být způsobeno pouhou praktičností, jelikož na jih od Chufuovy pyramidy se nachází lom. Stavba této pyramidy začala pravděpodobně velmi brzy po stavbě pyramidy G1-a. Tyto tři královské pyramidy jsou součástí tzv. Východního pohřebiště v Gíze. 